# Ochodzita
Ochodzita (895 m n.p.m.) – wybitna, bezleśna góra o kopulastym kształcie wznosząca się w głównym grzbiecie karpackim na terenie Koniakowa. Stoki w większości wykorzystywane rolniczo: w niższej części jako pola uprawne lub łąki kośne, wyżej jako pastwiska.
W regionalizacji fizycznogeograficznej Polski według Jerzego Kondrackiego Ochodzita znajduje się w Beskidzie Śląskim, w nowej regionalizacji na Międzygórzu Jabłonkowsko-Koniakowskim.

## Geologia
Ochodzita zbudowana jest z gruboławicowych, gruboziarnistych, wapnistych piaskowców krośnieńskich, znacznie odporniejszych na erozję niż skały, budujące jej otoczenie. Dzięki temu wznosi się w centrum rozległego obniżenia Bramy Koniakowskiej, górując przeciętnie 100–200 m nad otaczającymi ją grzbietami. Na północnych stokach Ochodzitej, poniżej szosy Jaworzynka-Milówka, w dolince tuż na wschód od osiedla Polana, znajduje się jedno z największych młodych osuwisk w Beskidzie Śląskim. Powstało ono w czasie dużych opadów deszczu w końcu lat 50. XX w. Osuwisko, którego górna krawędź znajduje się na wysokości 820 m n.p.m., tuż poniżej wspomnianej szosy, ma szerokość do 150 m i długość blisko 450 m.

## Nazwa
Wypreparowanie Ochodzitej spośród otaczających ją obniżeń zadecydowało zapewne o nazwie góry: wędrowca idącego z którejkolwiek strony ukształtowanie terenu zmusza do obchodzenia szczytu. Popularna ludowa legenda z tego regionu umieszczała na wierzchołku Ochodzitej siedzibę zbójników. Mieli oni z tego wyniosłego punktu obserwować biegnący stokami góry trakt handlowy w oczekiwaniu na karawany kupieckie. Kupcy ciągnący tym szlakiem, nie chcąc wpaść w ręce rabusiów, musieli nadkładać drogi, z dużym wysiłkiem okrążając górę. Sława niebezpiecznej góry, którą trzeba było obchodzić (a więc Obchodzitej → Ochodzitej) utrwaliła się zatem w jej nazwie.
Na mapie Geoportalu ma nazwę Pochodzita, zaś według Aleksego Siemiomnowa prawidłowa nazwa to Pochodzista – bo jest to nazwa najstarsza, podana przez Andrzeja Komonieckiego (1658–1728). Nazwa Ochodzita pojawiła się na mapie Kummersberga z 1855 r. i innych austriackich mapach, oraz późniejszych mapach PPWK.

## Panorama
Bezleśny wierzchołek Ochodzitej jest punktem widokowym. Roztacza się z niego jedna z najpełniejszych panoram górskich w całych Beskidach Zachodnich.
Na północnym zachodzie, tuż poniżej szczytu Ochodzitej, leżą zabudowania Koniakowa. Dalej widać ciągnący się po południowych stokach Złotego Gronia sznur zabudowań Istebnej. Poza doliną Olzy ciemne lasy wspinają się na stoki Młodej Góry i widocznych za nią Kiczor. Bardziej na prawo, na ostatnim planie, widać wierzchołek Wielkiej Czantorii. Ponad wyraźnie wciętą przełęczą Kubalonka widzimy obniżenie doliny Wisły, a na prawo, na ostatnim planie – Równicę z jasną plamą podszczytowej polany.
Widok w kierunku północnym zamyka ciemny wał zachodniego ramienia Baraniej Góry. Na ich tle widzimy niepozorny grzbiet, upstrzony polanami, biegnący od zwornikowej Karolówki w stronę przełęczy Kubalonka. Od Karolówki biegnie ku nam – przez Gańczorkę, spłaszczony, bezleśny Tyniok, Przełęcz Koniakowską i niepozorny Koczy Zamek.
W kierunku północno-wschodnim, w perspektywie doliny Soły, widać obniżenie Kotliny Żywieckiej. Poza nią horyzont zamyka wschodnia część Beskidu Małego, tzw. Góry Zasolskie – w konturze głównego grzbietu tej grupy górskiej rozróżnić można m.in. jej najwyższy szczyt – Madahorę.
W kierunku wschodnim i południowo-wschodnim widoczny jest prawie cały Beskid Żywiecki. Wyróżnimy tu m.in. płaski, ciemny grzbiet Romanki, a na prawo od niej wysoki garb Lipowskiego Wierchu. Spoza niego wystaje czubek Pilska, zasłaniając najwyższy szczyt Beskidów Zachodnich – Babią Górę. Na prawo od Pilska ciągnie się graniczny grzbiet Beskidu Żywieckiego. Ponad głębokim obniżeniem przełęczy Glinka (Ujsolskiej), na lewo od rozległego, pokrytego lasami Muńcuła, można, przy dobrej przejrzystości powietrza, dostrzec panoramę Tatr.
Na prawo od Muńcuła, na tle dwuwierzchołkowej Rycerzowej, rozpościera się rozłożysty Rachowiec z podszczytową polaną, zaś prawie dokładnie na południu widzimy Wielką Raczę. Na horyzoncie, na prawo od Rycerzowej, można czasem zauważyć niewielki ząbek szczytu Wielkiego Chocza wznoszącego się nad słowacką Orawą. W kierunku południowym na horyzoncie widoczne są najwyższe szczyty słowackiej Małej Fatry, kolejno od lewej: poszarpany, skalisty blok Wielkiego Rozsutca, foremny stożek Stohu i spłaszczona piramida Wielkiego Krywania Fatrzańskiego.
Zwracając się na południowy zachód, ujrzymy – ponad niewysokimi grzbietami w rejonie Jaworzynki, którymi biegnie granica państwa – szczyty słowackich Beskidów Kisuckich i Jaworników. Na prawo od nich, poza kopułą Girowej, kryje się Przełęcz Jabłonkowska. Za nią widzimy w wielkim skrócie perspektywicznym pasmo Wielkiego Połomu, już w Beskidzie Morawsko-Śląskim, którym biegnie granica czesko-słowacka.
Dokładnie w kierunku zachodnim widać głęboko wciętą dolinę Łomnej, ograniczoną od północy rozłożystą kopą Kozubowej. Na horyzoncie, ponad doliną Łomnej, wznosi się najwyższy szczyt Beskidu Morawsko-Śląskiego – Łysa Góra (czes. Lysá hora), charakterystyczna z uwagi na wysoki maszt nadajnika telewizyjnego. Panoramę zamyka ostatni wyższy szczyt tej grupy górskiej – Ostry, którego zbocza opadają w prawo do doliny Olzy.

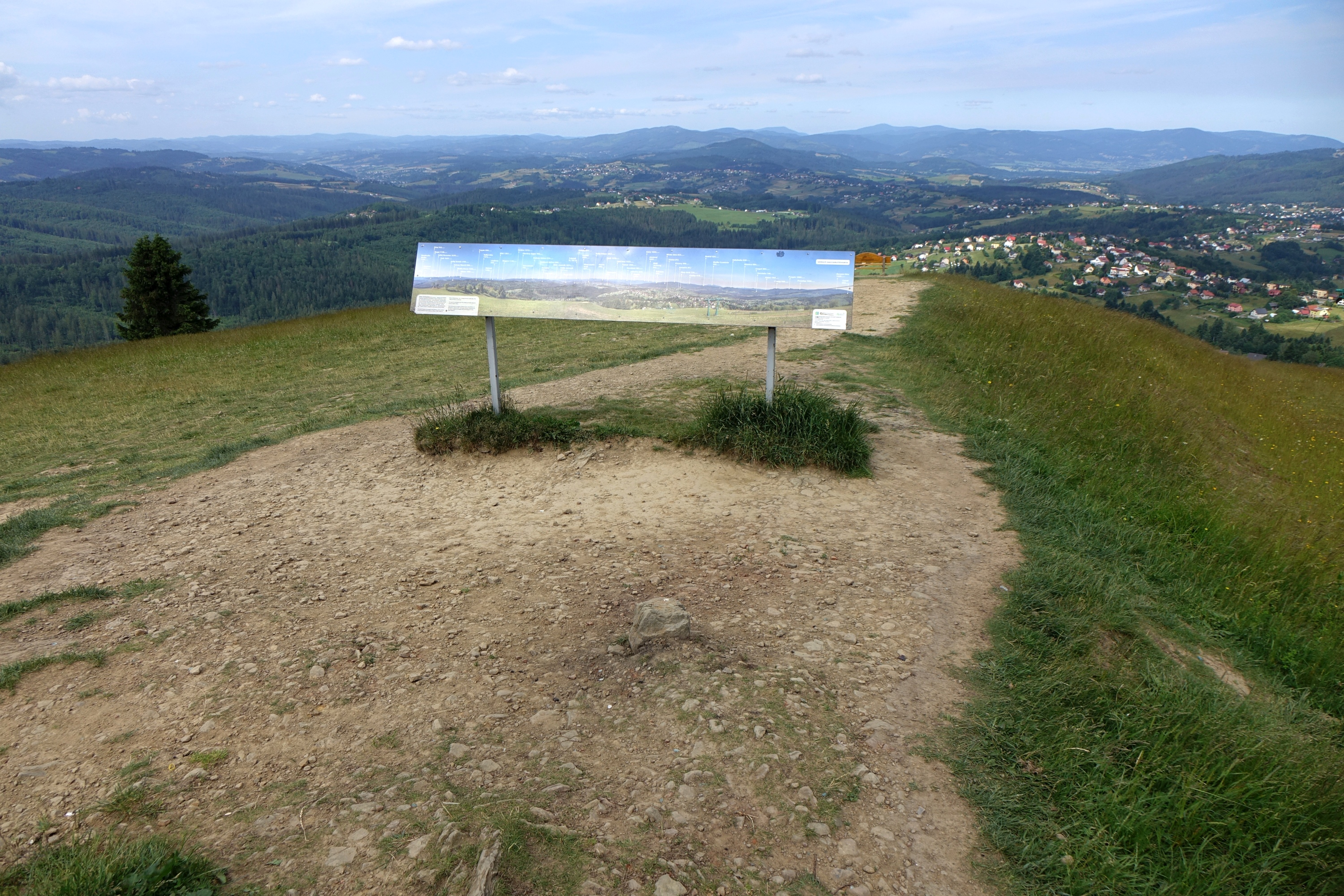
Pod szczytem
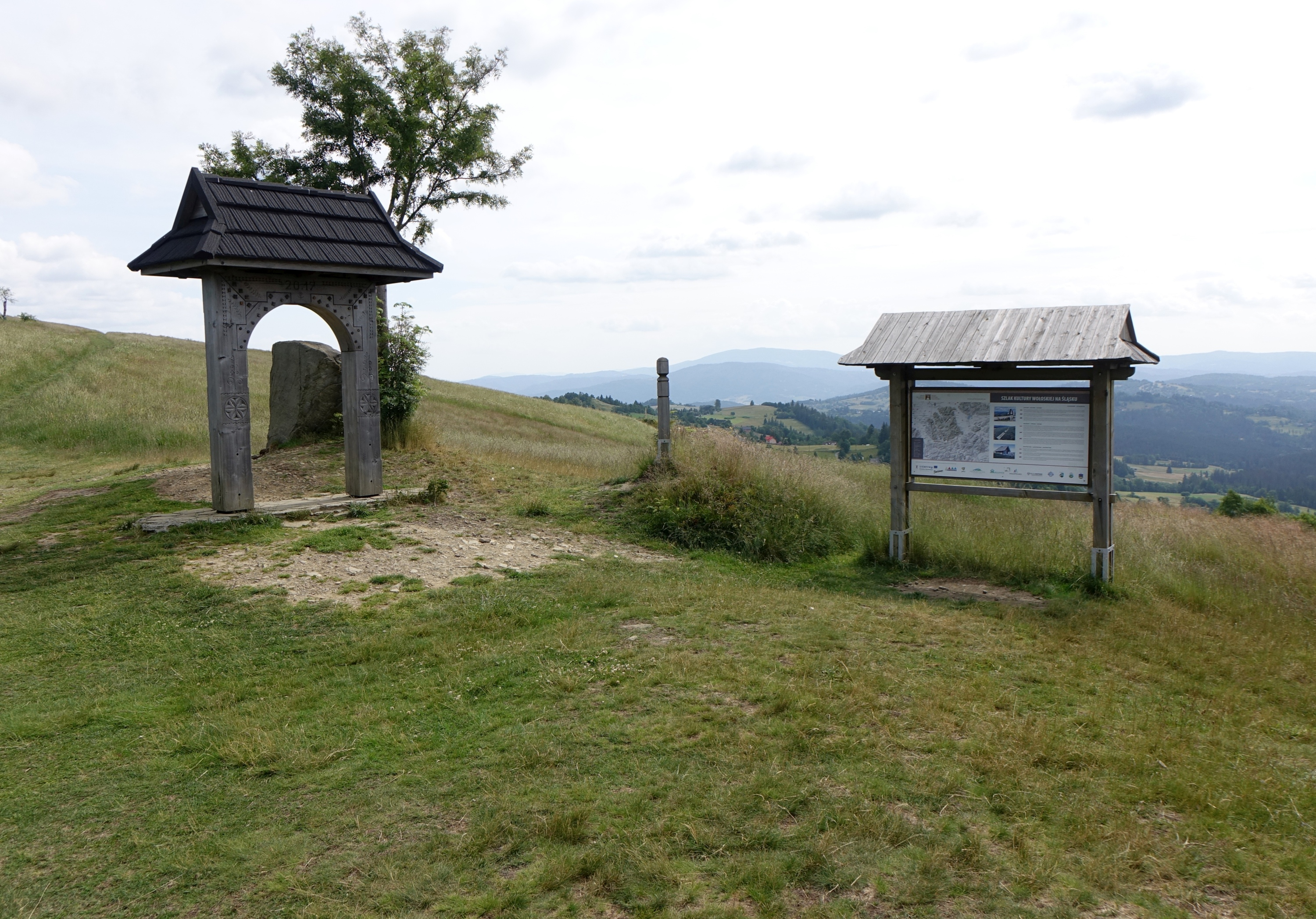
Kącik pasterstwa
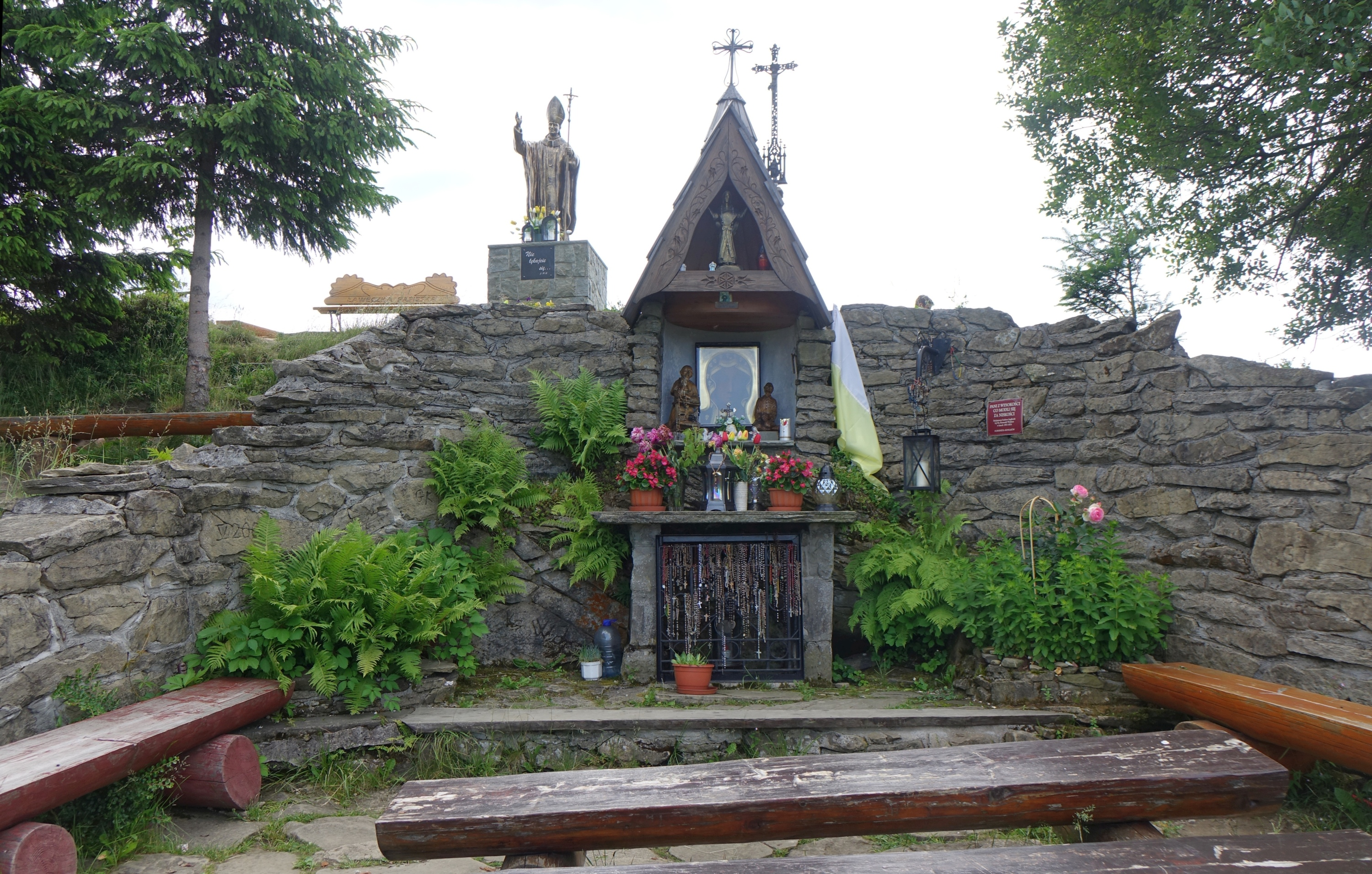
Ołtarz polowy
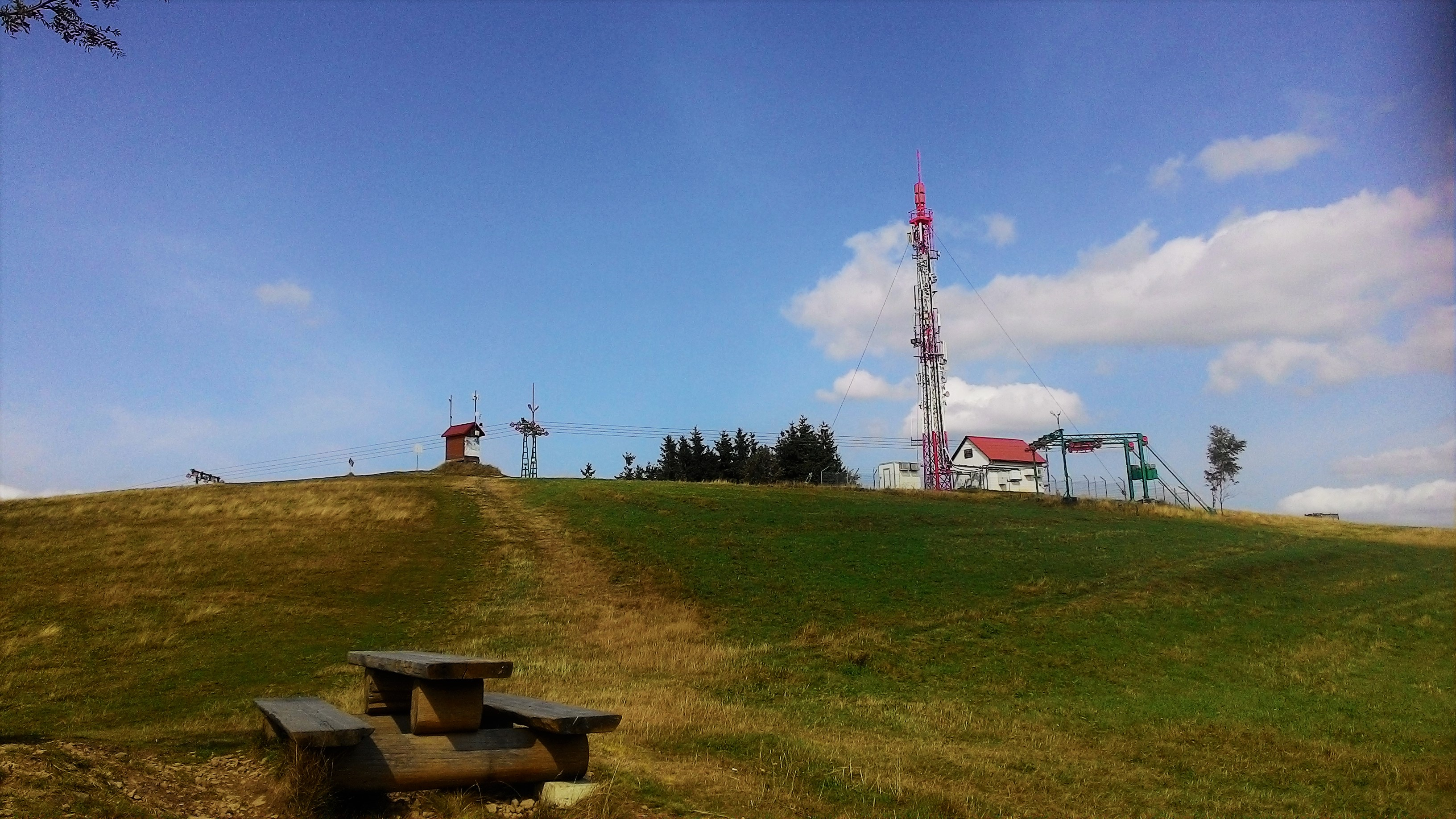
Nadajnik i punkt widokowy
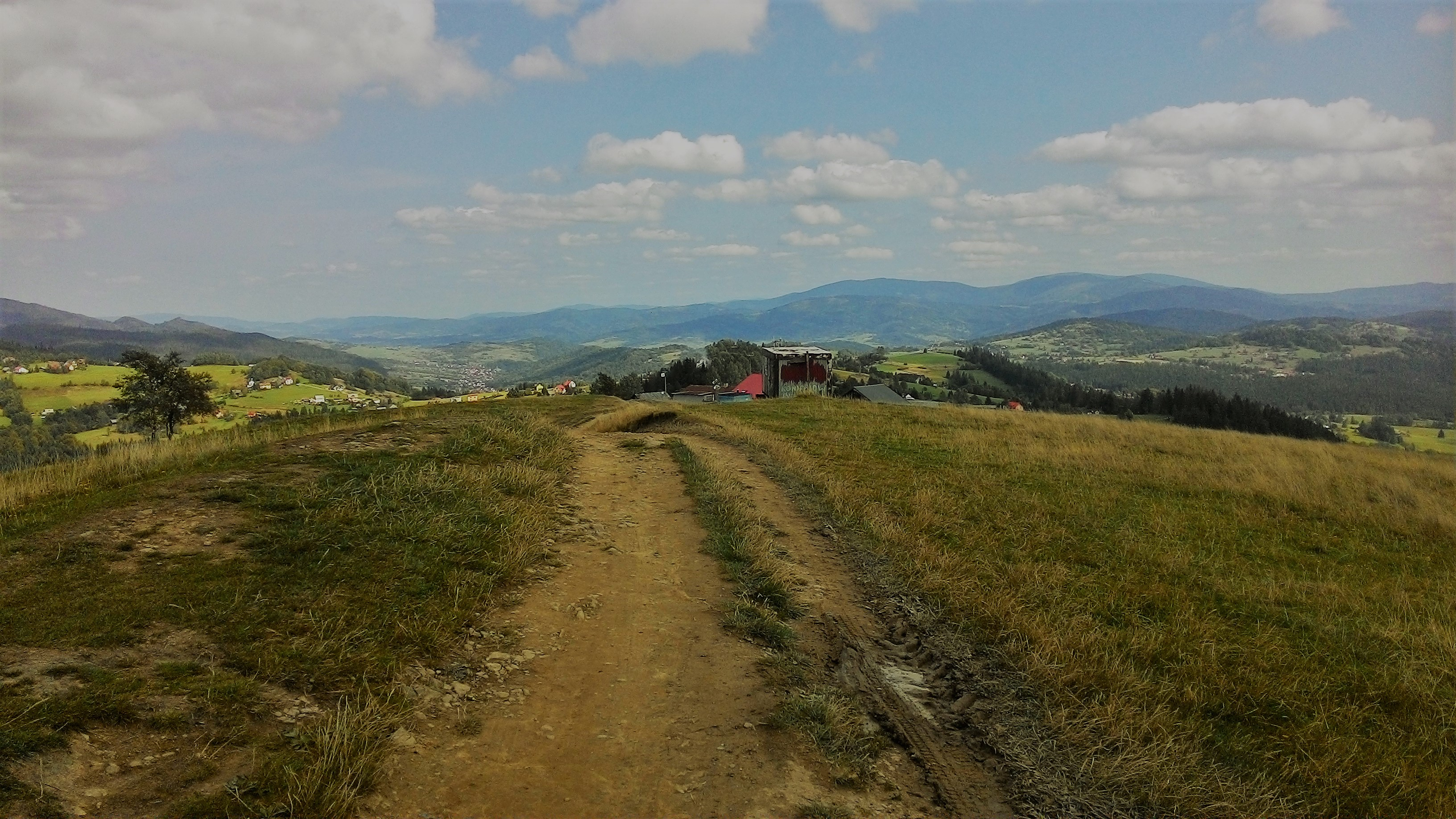
Droga prowadząca na szczyt
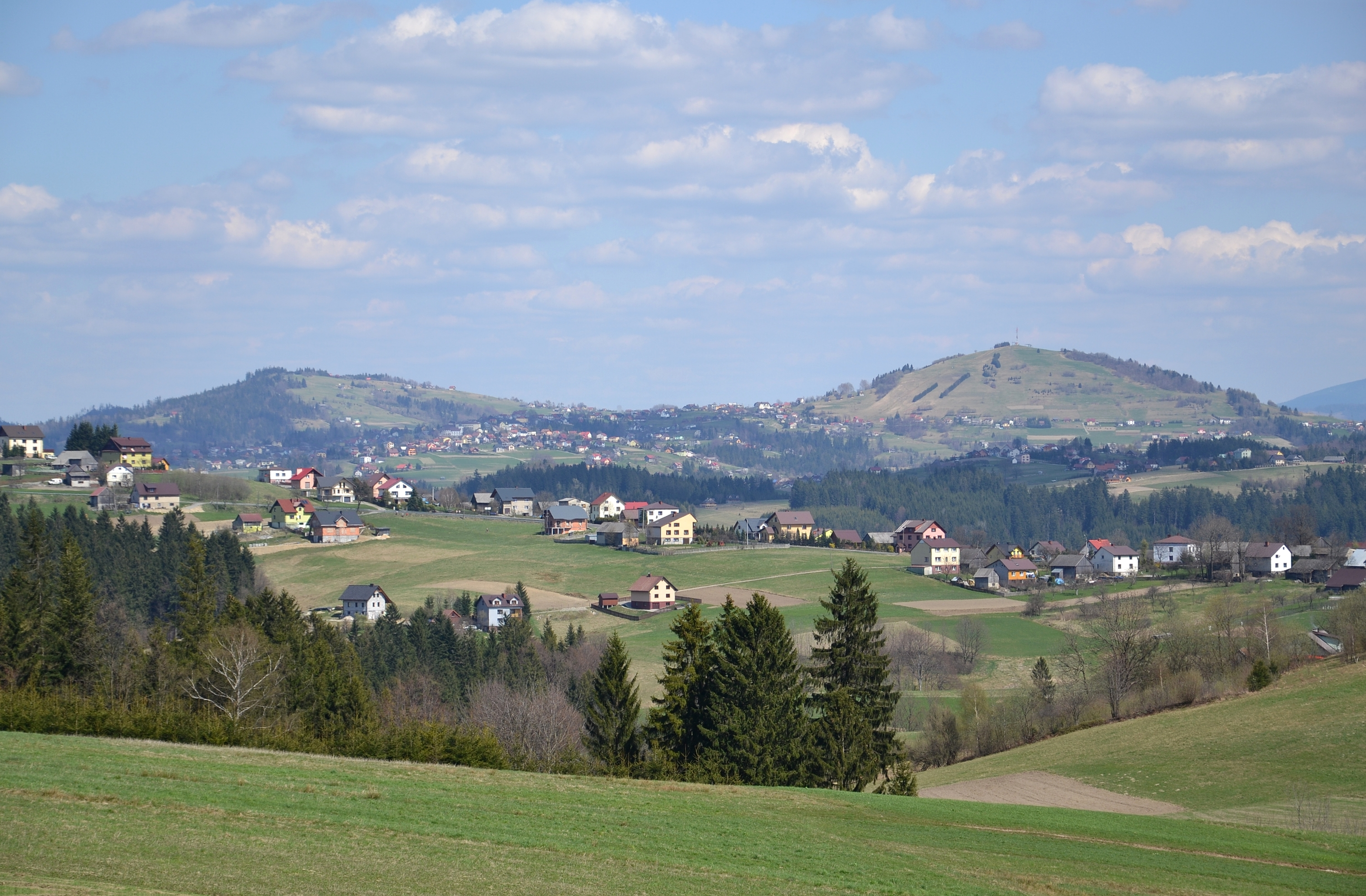
Ochodzita (na prawo) i Tyniok widoczne z czeskiej strony Beskidu Śląskiego (okolice Herczawy)
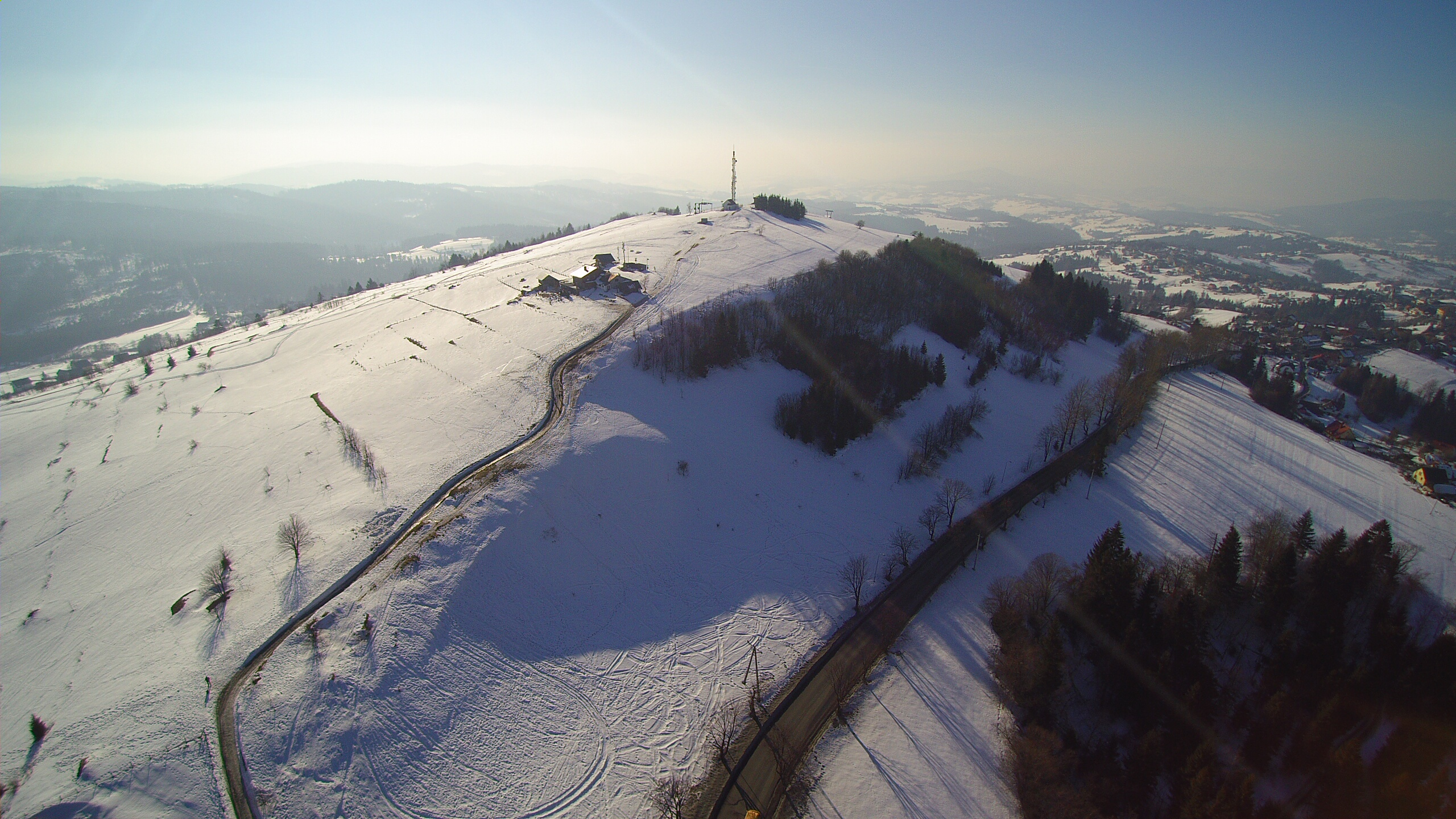
Ochodzita z drona
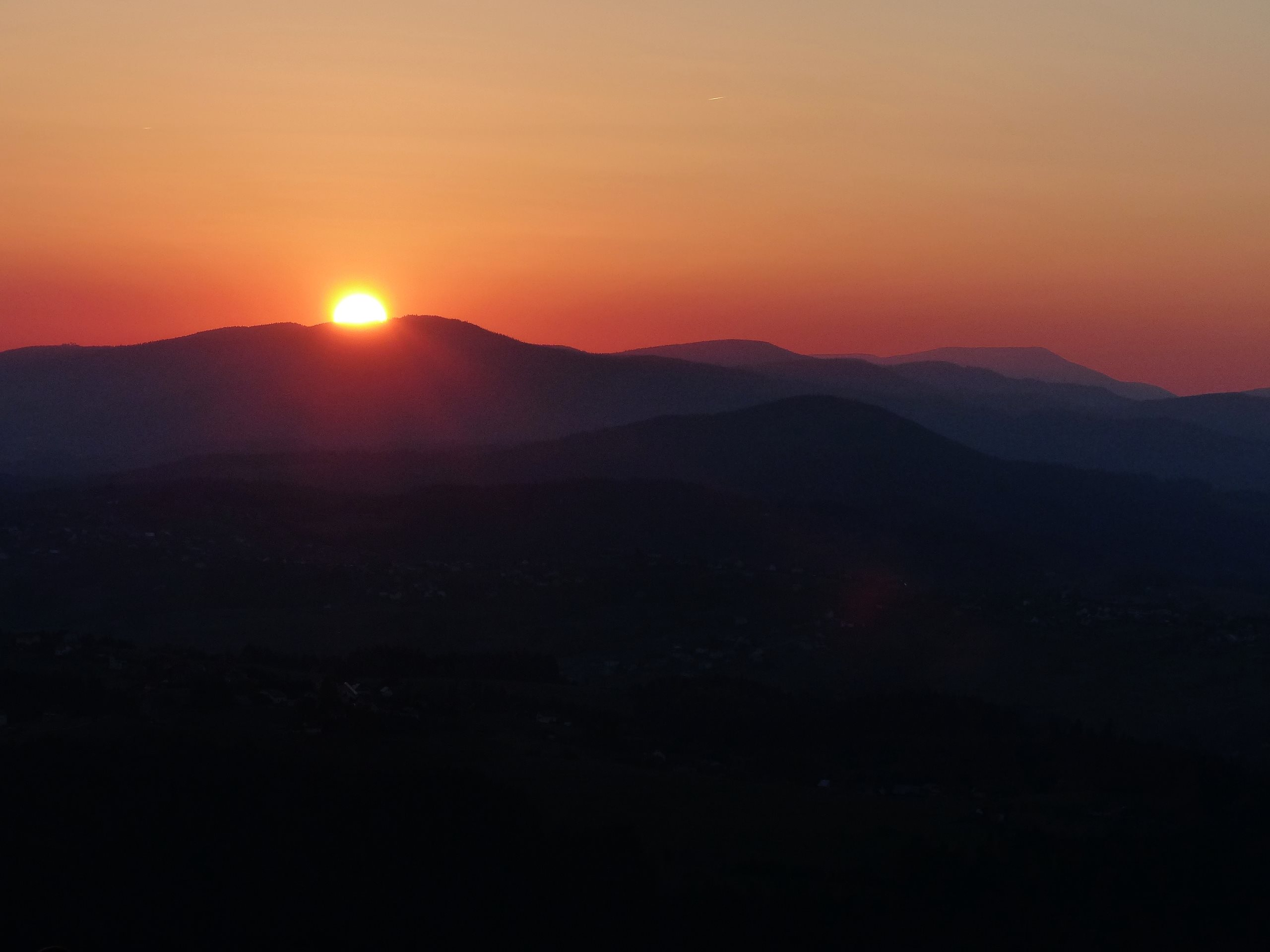
Zachód słońca
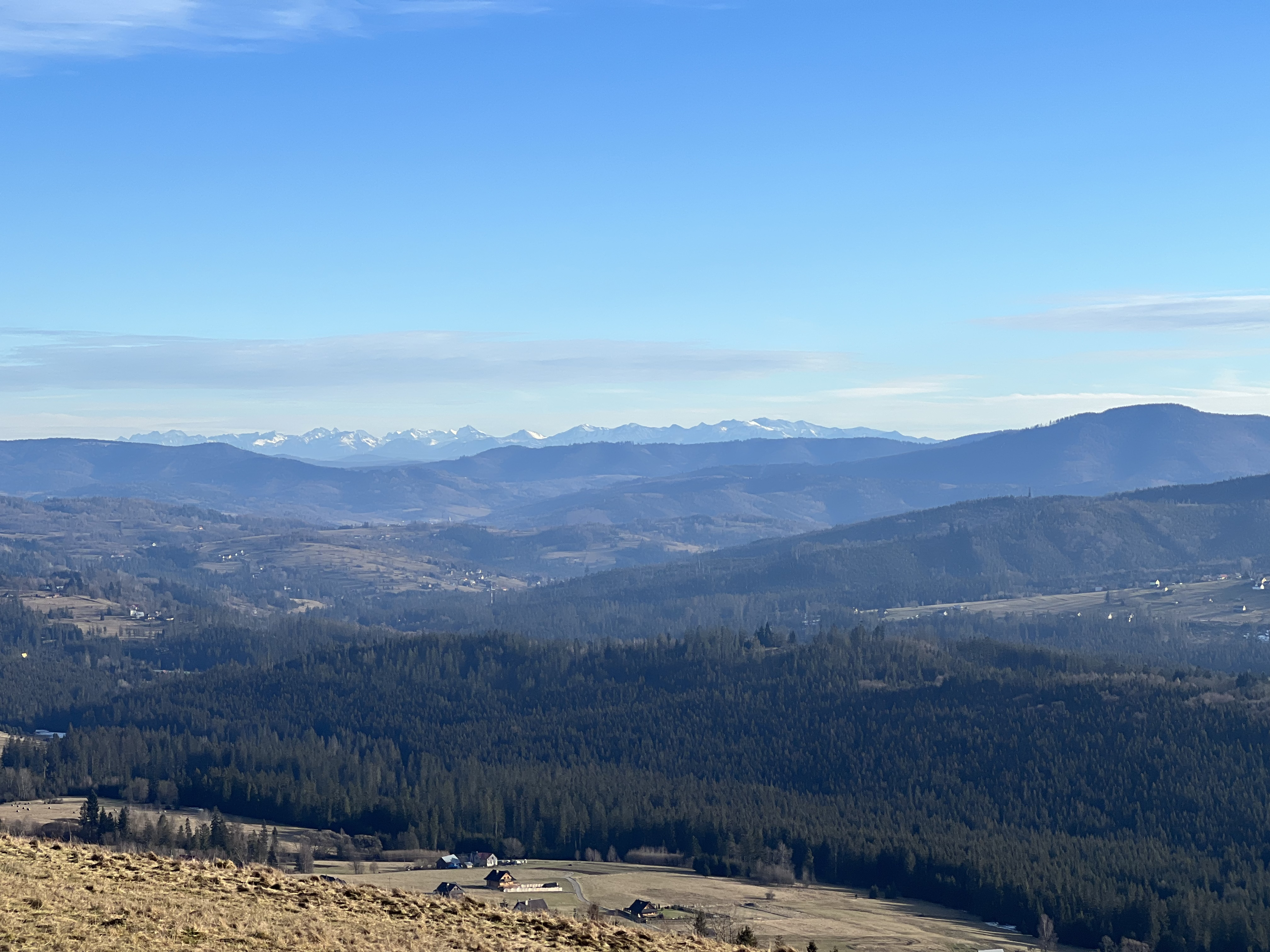
Widok na Tatry, styczeń 2023
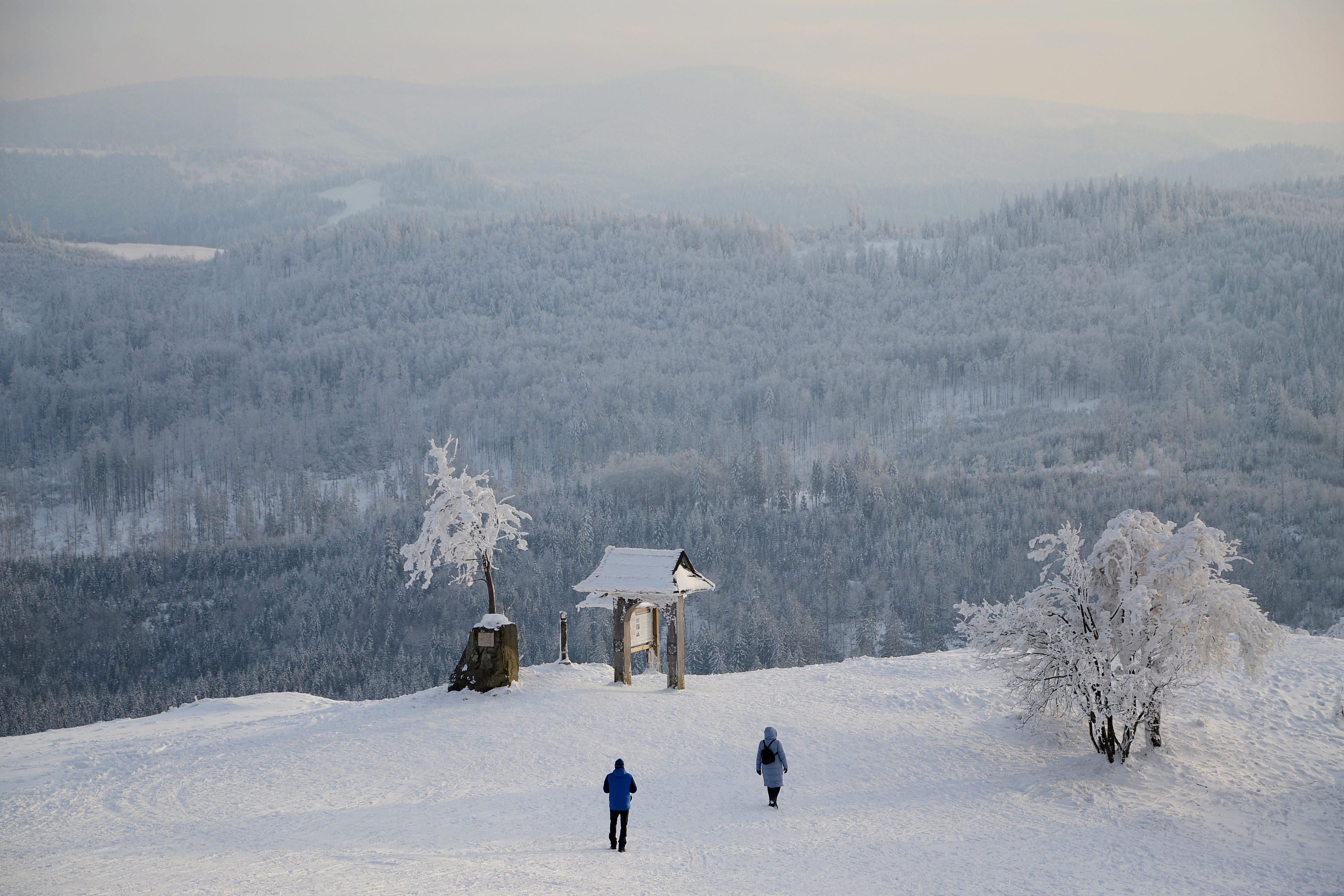
Ochodzita w zimie; widok ze szczytu w kierunku tablicy informacyjnej i pomnika

## Inne
Na szczycie Ochodzitej znajduje się stacja przekaźnikowa-telewizyjna, radiowa oraz telefonii komórkowej. Tuż poniżej szczytu niewielka kapliczka – dzieło Ludwika Kubaszczyka, ludowego twórcy z Koniakowa. Na północno-zachodnich stokach Ochodzitej znajduje się orczykowy wyciąg narciarski.